# ダニエル・ボベット
ダニエル・ボベット（Daniel Bovet、1907年3月23日 - 1992年4月8日）は、スイス生まれのイタリア人の薬理学者で神経伝達物質の活動を阻害する薬剤の開発で、1957年度のノーベル生理学・医学賞を受賞した。
彼は1937年にアレルギーの治療薬としてヒスタミンの作用を阻害する抗ヒスタミン薬を作ったことでよく知られている。また化学療法、スルホンアミド系薬剤、交感神経系、クラーレの薬理作用なども研究した。

## 来歴
ボベットはスイスのヌーシャテルで生まれ、母語としてエスペラント語を話す珍しい人物の一人である。彼はジュネーヴ大学を1927年に卒業し、1929年に博士号を取得した。その後1929年から47年までパリのパスツール研究所で働き、1947年にローマの高等健康研究所へ移った。1964年にイタリアのサッサリ大学の教授となり、1969年から71年にかけてローマ・ラ・サピエンツァ大学の教授を務めた。1982年に退官した。